# Steve Yemm
Stephen Yemm (né en 1963 ou 1964) est un homme politique du Parti travailliste britannique qui est député de Mansfield depuis 2024.

## Jeunesse et carrière
Yemm obtient un baccalauréat en sciences en chimie appliquée de l'Université de Nottingham.
Il est le candidat travailliste aux élections municipales de Mansfield en 2011 et est battu par le candidat du Mansfield Independent Forum, Tony Egginton, par une majorité de 67 voix lors du vote de deuxième préférence.
Avant de devenir député, Yemm travaille dans le secteur informatique et est président du groupe travailliste local de Mansfield entre 2008 et 2017.
Yemm est élu député de Mansfield aux élections générales de 2024, battant son prédécesseur conservateur Ben Bradley,.